# 7592 Takinemachi
7592 Takinemachi este un asteroid din centura principală de asteroizi.

## Descriere
7592 Takinemachi este un asteroid din centura principală de asteroizi. A fost descoperit pe 23 noiembrie 1992 la Kiyosato de Satoru Ōtomo. Asteroidul prezintă o orbită caracterizată de o semiaxă mare de 2,68 ua, o excentricitate de 0,11 și o înclinație de 14,0° în raport cu ecliptica.